# Kärstna
Kärstna är en ort i Estland. Den ligger i Tarvastu kommun och landskapet Viljandimaa, i den södra delen av landet, 160 km söder om huvudstaden Tallinn. Kärstna ligger 84 meter över havet och antalet invånare är 300.
Terrängen runt Kärstna är platt. Runt Kärstna är det mycket glesbefolkat, med 7 invånare per kvadratkilometer. Närmaste större samhälle är Karksi-Nuia, 15,2 km väster om Kärstna. I omgivningarna runt Kärstna växer i huvudsak blandskog.